# Mulan Jameela
Mulan Jameela, née le 23 août 1979 à Garut, est une chanteuse et femme politique indonésienne.

## Biographie
Mulan a commencé sa carrière en tant que chanteuse de café et a rejoint plusieurs groupes. Sa popularité a commencé lorsqu'elle a formé un duo Ratu avec Ahmad Dhani en 2005. Le duo a sorti un album sur le label Sony BMG en août 2005, intitulé Ratu & Friends. Le premier single de l'album, "Teman Tapi Mesra", a rapidement propulsé le nom de Mulan comme l'un des chanteurs les plus populaires d'Indonésie. Culminant numéro 1 en Indonésie pendant plusieurs semaines, le single remporte également un succès commercial sur de nombreuses radios en Malaisie et à Singapour. L'album s'est vendu à plus de 400 000 exemplaires (certifié Double Platine) et a établi Ratu comme le groupe féminin le plus titré à l'époque.
L'année suivante, Ratu sort un autre album, intitulé No. Satu, qui s'est vendu à 500 000 exemplaires la première semaine. Les singles, Lelaki Buaya Darat et Dear Diary ont atterri au numéro 1 des charts. Ratu a également remporté plusieurs prix, dont Anugerah Musik Indonesia en 2006,.
Cependant, Mulan a quitté Ratu en 2007. Plus tard, elle a commencé à établir sa propre carrière solo et a signé avec EMI Indonésie.
Elle a sorti son premier album éponyme, Mulan Jameela, en janvier 2008, et a changé son nom de scène en Mulan Jameela. Te premier single du premier album, Makhluk Tuhan Paling Sexy, est monté au numéro 1 et a rivalisé avec le single de son ex-partenaire, Maia. Son deuxième single, Wonder Woman, a également remporté un succès commercial, culminant au numéro 1 sur plusieurs charts en Indonésie.
L'album n'a été certifié platine que plusieurs semaines après le début de 2008 pour avoir vendu plus de 100 000 exemplaires.

## Carrière politique
Lors des élections générales indonésiennes de 2019, elle a été élue membre du Conseil représentatif du peuple pour la période 2019-2024 pour le Parti du mouvement de la grande Indonésie (Gerindra), de la circonscription électorale (daerah pemilihan, Dapil) Java occidental XI, recevant 24 192 voix.